# Marcantonio Sabellico

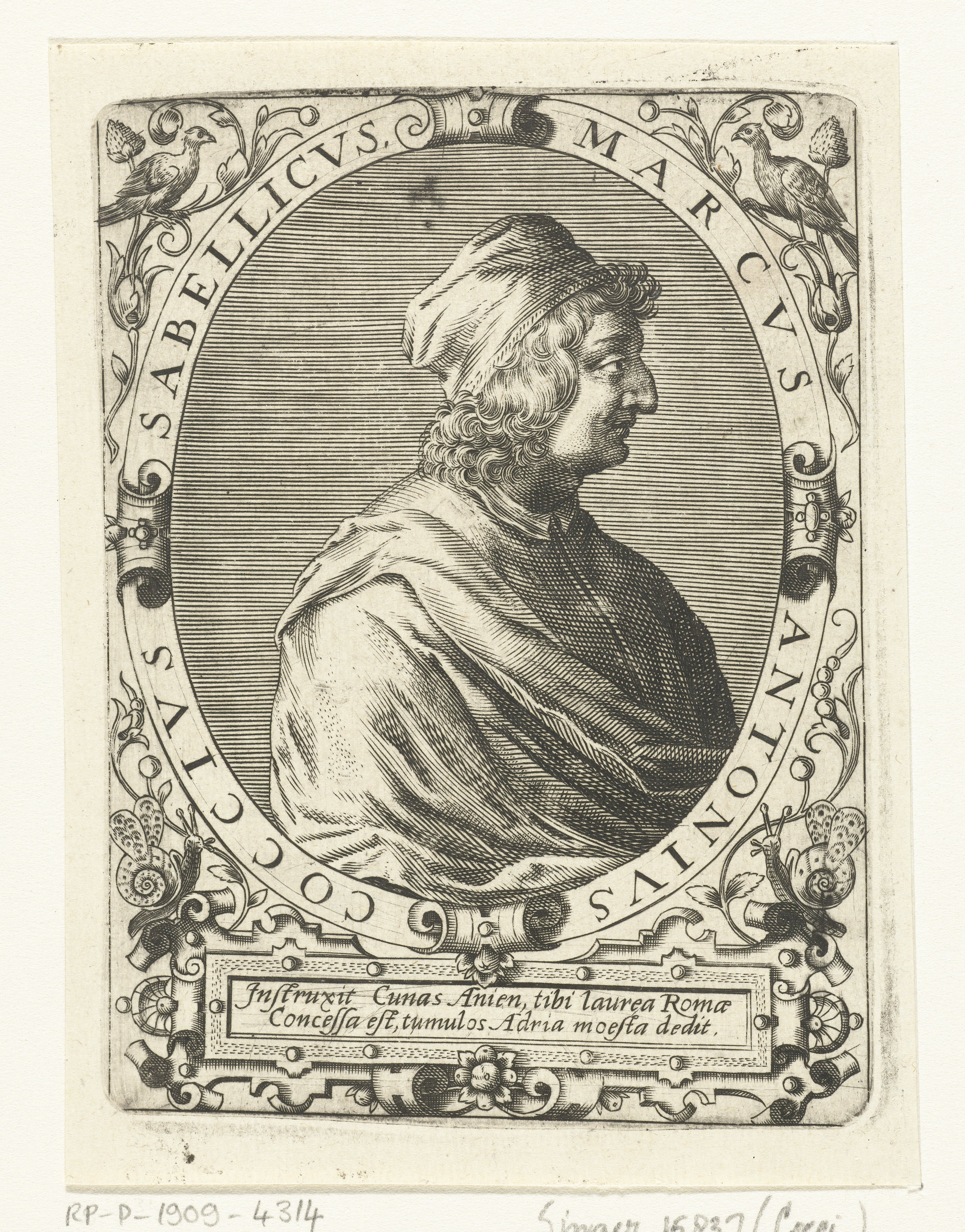
Marcus Antonius Coccius Sabellicus, Stich aus den Icones virorum illustrium des Jean-Jacques Boissard

Marcantonio Sabellico (Marco Antonio Sabellico, latinisiert Marcus Antonius Sabellicus; eigentlich Coccio; * um 1436 in dem orsinischen Kastell Vicovaro bei Tivoli; † 1506 in Venedig) war ein italienischer Historiker und Bibliothekar sowie venezianischer Hochschullehrer.

## Leben
Sabellico wurde unter der Herrschaft der Familie Orsini in Vicovaro vielleicht aus einfachen Verhältnissen, nämlich als Sohn eines Schmiedes geboren, wie manche Autoren annahmen. Doch der Vater entstammte wohl der Casa Cocceia, einer alten römischen Familie. Der Sohn erhielt den Namen Marcantonio Coccio. Der Vater hatte als Soldat unter Roberto Orsini gedient und konnte seinem Sohn eine Ausbildung bei den Meistern ihrer Zeit in Rom ermöglichen. Der Gewohnheit seiner Zeitgenossen folgend änderte der junge Coccio schon früh seinen Namen in Sabellico bzw. Sabellicus, eine elegantere Form der Herkunftsbezeichnung Sabinus, die auf Vers 355 im dritten Buch von Vergils Georgica zurückgeht.

### Studium der freien Künste in Rom
Während seiner Studienzeit in Rom wurde Sabellico in der Casa Porcari erzogen und war dort Schüler des Julius Pomponius Laetus, einem der besten Kenner des antiken Roms und Gründer der Accademia Romana, der später auch Sabellico beitrat. Für kurze Zeit hatte Sabellico auch die Möglichkeit, Vorlesungen von Gaspare Veronese (auch: Gaspare da Verona) und Porcelio Pandone, bekannt als Il Porcellio, zu besuchen. Damit hörte er jedoch gegen 1470 auf, als er Schüler von Domizio Calderini wurde.
In Rom begann Sabellico, eine große Zahl an Gedichten zu verfassen, die er später fast vollständig zerstörte. Als Mitglied der römischen Akademie musste er aus Rom fliehen – aufgrund der Prozesse gegen die Akademie. Im Jahr 1472 verließ Sabellico die Stadt Rom in Begleitung von Angelo Fasolo, des damaligen Bischofs von Feltre und Vikar des Patriarchen von Aquileia.

### Lehrtätigkeit und Publikationen
1473 wurde Sabellico als Professor nach Udine eingeladen und begann im selben Jahr, dort Rhetorik zu unterrichten. In Udine widmete sich Sabellico vermehrt der Wissenschaft, insbesondere der Dialektologie und Mathematik. Als die Pest im Jahr 1477 auch Friaul erreichte, zog sich Sabellico in die Stadt Tarcento zurück.
Seine Erlebnisse bei der Schlacht zwischen dem osmanischen und venezianischen Heer am Isonzo verarbeitete Sabellico in den Kurzepen De caede Sontiaca und De incendio Carnico. Als die Republik Venedig im Jahr 1482 einen Krieg gegen Ercole I. d’Este führte, widmete Sabellico dem Führer der venezianischen Truppen, Giovanni Emo, eine Geschichte der Stadt Aquileia.
Ab 1484 treten vermehrt Unterschiede zwischen Sabellico’s eigenen Datumsangaben und denen anderer Quellen auf. Fest steht jedoch, dass Sabellico in diesem Jahr an der Scuola Grande di San Marco Rhetorik unterrichtete und die Leitung der Biblioteca Marciana übernahm. Dort verkehrte er mit Aldus Manutius. Sabellico gab seine Stelle jedoch im selben Jahr wieder auf und zog nach Verona.
1486 begann Sabellico mit der Arbeit an mehreren großen Publikationen mit historischem und literarischem Anspruch. Sein „Rerum venetarum ab urbe condita“ (1486) war eine Gründungsgeschichte Venedigs, deren größten Teil er geschrieben haben soll, ohne Recherchen in Venedig selbst durchzuführen. Das Werk wurde unter anderem von Giorgio Merula kritisiert, was letztlich zum Bruch Sabellicos mit Merula führte. 1504 vollendete er die „Enneades sive rapsodiae historiarum“, eine Weltgeschichte in 92 Bänden und das erste humanistische Werk dieser Art. Sabellico bezweifelte biblische Wunder, die er wie klassische Mythen ansah.

## Werke

### Daten der Erstveröffentlichung bekannt
- Historiae rerum Venetiarum. (Erstveröffentlichung: Band 1–32 im Jahr 1486, Band 33 im Jahr 1487)
- De Venetis magistratibus. (Erstveröffentlichung: 1488 mit einer Widmung an Agostino Barbarigo)
- De Latinae linguae reparatione. (Erstveröffentlichung: 1489)
- De Venetae urbis situ et vetustate. (Erstveröffentlichung: 1492 mit einer Widmung an Girolamo Donato)
- Quinque complectens Enneades. (Erstveröffentlichung: 1504 in Venedig bei Bernardino und Matteo Veneti)
- Rapsodiae historiarum enneadum ab orbe condito ad annum salutis humanae. (Erstveröffentlichung: 1504 mit einer Widmung an Leonardo Loredan)

### Daten der Erstveröffentlichung unbekannt
- De caede Sontiaca. (jedenfalls nach 1477)
- De incendio Carnico. (jedenfalls nach 1477)
- De vetustate Aquileiae et Foriiulii. (jedenfalls nach 1482)
- De praetoris officio. (enthält Widmung an Antonio Corner)
- Genethliacon. (später von Sabellico in die Poemata aufgenommen)
- Oraculum. De Venetae urbis apparatu. (später von Sabellico in die Poemata aufgenommen)
- Poemata. (enthält Widmung an Giorgio Corner)